# متحولة قولونية
المُتَحَوِّلَةُ القولونِيَّة (بالإنجليزية: Entamoeba coli) اختصارها E. coli (لاتخلط بينها وبين الإشريكية القولونية التي تمتلك نفس الاختصار)
هي أحد أنواع المتحولة الغير مسببة للأمراض التي كثيراً ما توجد كطفيلي متعايش في الجهاز الهضمي البشري. المتحولة القولونية تأخذ أهميتها من تشابهها مع المتحولة الحالة للنسج المرَضيَّة أثناء الفحص المجهري لعينات البراز. هذا النوع من الأميبا لايتحرك كثيراً بالقدم الكاذبة وتقوم بخلق حركة غير تقدمية داخل الأمعاء الغليظة. في أغلب الأحيان، تكون الأميبا غير متحركة وتحتفط بشكلها الدائري. وتكون مرئية فقط في مرحلة الأُتْرُوفة، في العينات الطازجة من البراز اللين. أحيانا تُصاب المتحولة القولونية ببعض الطفيليات، منها فطر الSphaerita، الذي يعيش في سيتوبلازم المتحولة القولونية.
عند التفرقة بين المتحولة القولونية والمتحولة الحالة للنسج فإن العملية غالباً تتم عن طريق الفحص باستخدام الميكروسكوب الضوئي، ولكن تم تطوير طرق أخرى للتفرقة مثل استخدام تقنيات البيولوجيا الجزئية.

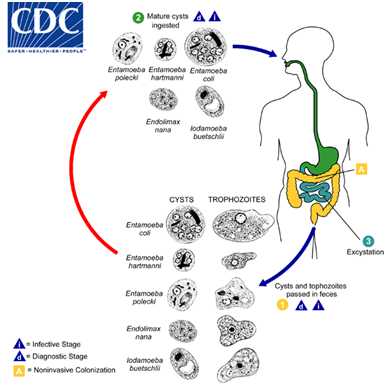
دورة حياة الطفيليات الغير مسببة للأمراض.

## الأهمية الطبية

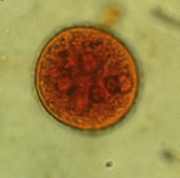
كيسة المتحولة القولونية وتحتوي على أكثر من أربعة أنوية

وجود المتحولة القولونية ليس سبب في حد ذاته للحصول على العلاج لأنها تعتبر غير ضارة. ومع ذلك، عندما يصاب شخص بهذه المتحولة الحميدة، فهذا يعني أنه تم ادخال كائنات أخرى مسببة للأمراض، ومسببات الأمراض الأخرى هذه قد تسبب العدوى أو المرض.

## المورفولوجيا
كل أنواع المتحولة تأتي في أشكال أحادية المنشأ. توجد ثلاثة أشكال مورفولوجية مميزة للمتحولة القولونية وهي «الأتروفة أثناء دورة الحياة، مرحلة ما قبل التكيس ومرحلة التكيس». يمتلك هذا الطفيل نواة وحيدة وغشاء سميك يحيط بالنواة. يوجد العديد من الكروماتين داخل النواة، وجسيم نووي (كاريوسوم) واحد كبير وغير منتظم الشكل. ويوجد الكروماتين على هيئة مكتَّلة وغير متساوية، ويكون مبعثراً بداخل النواة. تنقسم المتحولة القولونية بالإنشطار الثنائي كبقية أنواع المتحولة. الطور المعدي هو الكيسة الناضجة وتتميز بقدرتها على البقاء لمدة أطول من نظيرتها المتحولة الحالة للنسج. يمكن لها البقاء لمدة تصل إلى أربعة أشهر خارج الجسم المُضيف بعد الجفاف. تحدث العدوي نتيجة استهلاك الأطعمة والأشربة الملوثة بالكيسات الناضجة. يحدث الانْقِياب (التسرب من الكيسة) فور تناول الطعام أو الشراب الملوثين ثم تقوم بشق طريقها إلى الأمعاء الغليظة.

## التشخيص
يمكن تمييز الأتروفة الخاصة بالمتحولة القولونية عن طريق قدمها الكاذبة المدببة والعريضة. يتم تمييز الكيسات عن طريق وجود ثمانية أنوية في الناضجة منها. ولتشخيص وجود المتحولة القولونية يتم فحص عينة من البراز، حيث تكون تلك أنسب طريقة للتأكد من أن الطفيل بالفعل متحولة قولونية وليس المتحولة الحالّة للنسج. يتم ذلك عن طريق فحص الكيسات من حيث الحجم، الشكل وعدد الأنوية. حجم كيسات المتحولة القولونية يتراوح بين 10 ل 35 مم وتكون غير منتظمة الشكل، يضاوية وذات مظهر صدفي وتحتوي على 8 أنوية مقارنة بأربعة أنوية موجودة في نظيرتها الخاصة بالمتحولة الحالة للنسج.

## الباثولوجيا
المتحولة القولونية هي في الأغلب طفيليات غير مؤذية ولا تسبب أي ضرر للعائل. مع ذلك، تم تسجيل حالات لحدوث نزيف داخلي. عادة لا يحتوي السيتوبلازم الخاص بالمتحولة على كرات دم حمراء، إلا في الحالات النادرة لحدوث نزيف معوي الذي يؤدى بدوره لوجود دم في براز هؤلاء المرضى. وقد يؤدي هذا إلى آفات معوية. بعض المشكلات الأخرى التي قد تسببها المتحولة القولونية هي عند وجودها بأعداد كبيرة في الأمعاء الغليظة. حيث من الممكن أن تؤدي إلى عسر الهضم، فرط الحموضة المعدية، التهاب المعدة والتخمة.

## العلاج
في العادة لا يوجد داعِِ لعلاج المتحولة القولونية، وذلك لندرة أن تكون مُعدية. كانت المتحولة القولونية معدية في حالة استثنائية واحدة: في شمال أوروبا، حيث كشفت عينات البراز والمجهر الإلكتروني عن أعداد كبيرة من الأميبا ضمن مجموعة من المرضى الذين يعانون من الإسهال المستمر. بعض أنواع العلاج قد تستخدم في حالة وجود أعداد كبيرة. أظهرت بعض المركبات التي تحتوي على الزرنيخ قدرتها على القضاء على طور الأتروفة، مثل الكَرْبارْسون. ديلوكسانايد فيورويت، أحد المركبات التي تستخدم لعلاج الأميبا، من الممكن استخدامها في علاج الأعداد الكبيرة من المتحولة القولونية.